# Bataille de Konotop (2022)
Pour un article plus général, voir Offensive de l'est de l'Ukraine.
Pour les articles homonymes, voir Bataille de Konotop.
Invasion de l'Ukraine par la Russie de 2022
Batailles
Offensive de Kiev (Jytomyr, Kiev) : 
- 1re Hostomel
- Tchernobyl
- Ivankiv
- Kiev
- 2e Hostomel
- Vassylkiv
- Boutcha
- Irpin
  - Bombardement de réfugiés
- Jytomyr
- Mochtchoun
- Makariv
- Brovary

Offensive du Nord (Tchernihiv, Soumy) :
- Hloukhiv
- Slavoutytch
- Bombardements
- Soumy
- Trostianets
- Tchernihiv
- Okhtyrka
- Lebedyn
- Konotop
- Romny
- Desna
- Escarmouches frontalières

Russie  (Briansk, Belgorod) :
- Incursions en Russie occidentale
  - Oblast de Briansk
  - Oblasts de Belgorod et de Koursk
    - Incursions de 2024

  - Bombardement de Belgorod
- Oblast de Koursk (août 2024)

Campagne de l'Est (Donetsk, Louhansk, Kharkiv)
Kharkiv :
- 1re Kharkiv
  - Tchouhouïv
  - Bombardements : en février
  - en mars
  - en avril
  - du bâtiment administratif
- Izioum
- 2e Kharkiv
  - Balaklia
  - 1re Koupiansk
  - Chevtchenkove
- 3e Kharkiv

Nord du Donbass:
- Starobilsk
- Sloviansk
  - Dovhenke
  - 1re Lyman
  - Sviatohirsk
  - Bohorodychne et Krasnopillia
  - Bombardements : Bilohorivka
  - Kramatorsk
- Sievierodonetsk
  - Kreminna
  - Donets
  - Roubijné
  - Popasna
  - Tochkivka
  - Massacre
- Lyssytchansk
- 2e Kharkiv
  - Balaklia
  - 1re Koupiansk
  - Chevtchenkove
  - 2e Lyman
- Oblast de Louhansk
  - Ligne Svatove-Kreminna
  - Serebryansky
  - 2e Koupiansk

 Centre du Donbass:
- Horlivka
- Popasna
- Svitlodarsk
- Bakhmout
  - Soledar
- Siversk
- Tchassiv Iar
- Toretsk

Sud du Donbass :
- Volnovakha
- Marioupol
  - Bombardements : de l'hôpital
  - du théâtre
  - de l'école d'art
- Pisky
- Vouhledar
  - Pavlivka
- Marïnka
- Contre-offensive de 2023
- Avdiïvka
- Novomykhaïlivka
- Pokrovsk
  - Krasnohorivka
  - Toretsk
- Bombardements :
- Makiïvka
- Donetsk

Campagne du Sud (Mykolaïv, Kherson, Zaporijjia)
- 1re Kherson
- Odessa
- Melitopol
- Mykolaïv
  - Bombardements : à fragmentation
  - du bâtiment administratif
- 1re Berdiansk
- Zaporijjia
- Tchornobaïvka
- Enerhodar
- Voznessensk
- Houliaïpole
- Davydiv Brid
- 2e Berdiansk
- Nova Kakhovka
- 2e Kherson
  - Doudtchany
- Dniepr
- Tchoulakivka
- Contre-offensive de 2023
  - Robotyne

Frappes aériennes dans l'Ouest et le Centre de l'Ukraine
- Lviv (02/2022)
- Vinnytsia (03/2022)
- Yavoriv (03/2022)
- Deliatyne (03/2022)
- Dnipro

Guerre navale
- Île des Serpents (02/2022)
- Moskva (04/2022)

Attaques en Crimée
- Novofedorivka (08/2022)
- Djankoï (08/2022)
- Pont de Crimée (10/2022)
- Base navale de Sébastopol (10/2022)
- Pont de Crimée (07/2023)
- Base navale de Sébastopol (09/2023)

Débordement
- Aéroport de Millerovo
- Sabotages en Russie
- Attaques en Transnistrie
- Sabotage des gazoducs Nord Stream
- Terrain d'entraînement militaire de Soloti
- Explosions en Pologne
- Bases aériennes de Dyagilevo et Engels-2
- Base aérienne de Minsk-Matchoulichtchi
- Crise russo-moldave de 2023
  - Accusations de tentative de coup d'État en Moldavie
- Incident de drone de 2023 en mer Noire
- Rébellion du groupe Wagner

Massacres
- Tchernihiv
- Boutcha
- Borodianka
- Olenivka
- Izioum

La bataille de Konotop est une bataille qui a eu lieu autour de la ville de Konotop, en Ukraine, entre les forces militaires de la Russie et de l'Ukraine lors de l'invasion russe de l'Ukraine de 2022.

## Contexte
Konotop (en ukrainien : Конотоп et en russe : Конотоп) est une ville de l'oblast de Soumy, en Ukraine, et le centre administratif du raïon de Konotop. Sa population s'élève à 84 787 habitants en 2021.
L'invasion de l'Ukraine par la Russie de 2022, est une opération militaire déclenchée le 24 février 2022, sur ordre du président russe Vladimir Poutine. La campagne militaire, dans le cadre du conflit russo-ukrainien en cours depuis 2013, émerge d'une montée progressive des tensions débutée en 2021.
Les Forces armées russes font une incursion dans la région du Donbass, dans l'est de l'Ukraine, le 21 février 2022, avant une offensive aérienne, maritime et terrestre sur l'ensemble du territoire ukrainien le 24 février.
Konotop est située dans le nord-est de l'Ukraine, à proximité de la frontière avec la Russie. Une route traversant le pays conduit jusqu'à la capitale Kiev, qui est l'un des objectifs majeurs de l'armée russe pendant les premiers jours de l'invasion.

## Bataille
Le 24 février 2022, les forces armées russes franchissent la frontière entre la Russie et l'Ukraine et pénètrent dans l'oblast de Soumy par une offensive du nord-est. Des premiers combats contre l'armée ukrainienne ont lieu dans la région.
Le 25 février, les autorités ukrainiennes annoncent que la ville de Konotop est aux mains des Russes.
Les forces russes poursuivent ensuite leur assaut vers la capitale Kiev. L'offensive de Kiev a également commencé de l'autre côté du Dniepr/Dnipro : des troupes russes ont pénétré le territoire ukrainien depuis la Biélorussie le 24 février 2022. Elles ont pris le contrôle de la centrale nucléaire de Tchernobyl et, n'ayant pas immédiatement réussi la prise de Tchernihiv, contournent celle-ci en direction de Kozelets. Les deux offensives cherchent ainsi à se rejoindre pour la bataille de Kiev, afin de prendre en étau la capitale en l'attaquant par le nord et par l'est.

## Occupation de la ville
L'offensive du nord-est de l'Ukraine a permis aux forces russes de pénétrer le territoire ukrainien sur plusieurs fronts à la fois, et ses avancées lui permettent de progresser vers l'ouest. Toutefois, elles rencontrent une forte résistance de l'armée ukrainienne sur tous les fronts ouverts. Dans l'oblast de Soumy, elles cherchent alors à réduire les poches de résistance dont fait partie Konotop, afin de libérer leurs forces pour soutenir l'offensive de Kiev plus à l'ouest, dont la progression est également difficile.
Le 2 mars, une délégation de l'armée russe se rend à Konotop pour rencontrer les autorités ukrainiennes. Ses membres sont filmés sortant de l'hôtel de ville pour rejoindre leurs véhicules, sous les huées des habitants présents à l'extérieur, l'un d'eux brandissant deux grenades. Le maire de Konotop, Artem Seminikhine, affirme qu'il a reçu un ultimatum des Forces armées russes, exigeant la reddition de la ville ou menaçant de la détruire. Le maire est filmé s'exprimant à la population dans une réunion publique improvisée, plaidant pour la poursuite des combats.
Plus tard dans la journée, le gouverneur de l'oblast de Soumy (uk), Dmytro Jyvytsky, déclare que les Ukrainiens ont obtenu un accord avec l'occupant, selon lequel les autorités de la ville en conserveraient le contrôle, en s'engageant à ne pas s'en prendre aux troupes russes présentes.
L'offensive du nord-est de l'Ukraine a ainsi permis à la Russie de faire une percée importante dans le nord du territoire ukrainien, à Konotop, même si elles restent fortement mobilisées par la bataille de Soumy, tandis que l'offensive de Kiev est fortement ralentie. Les troupes russes peuvent ainsi avancer vers l'oblast de Tchernihiv depuis Konotop en direction de Nijyn.

## Photographies

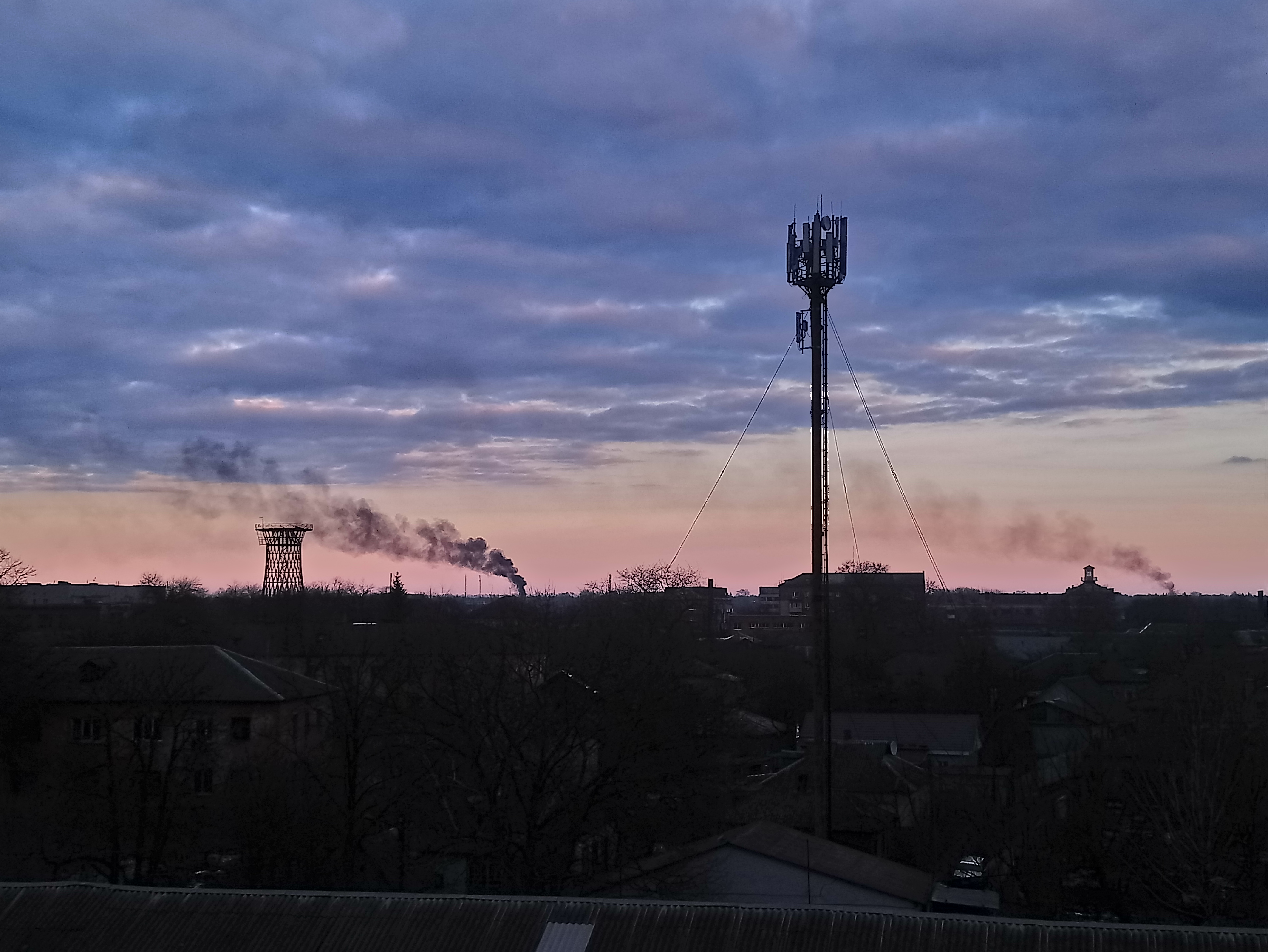
24/02/2022
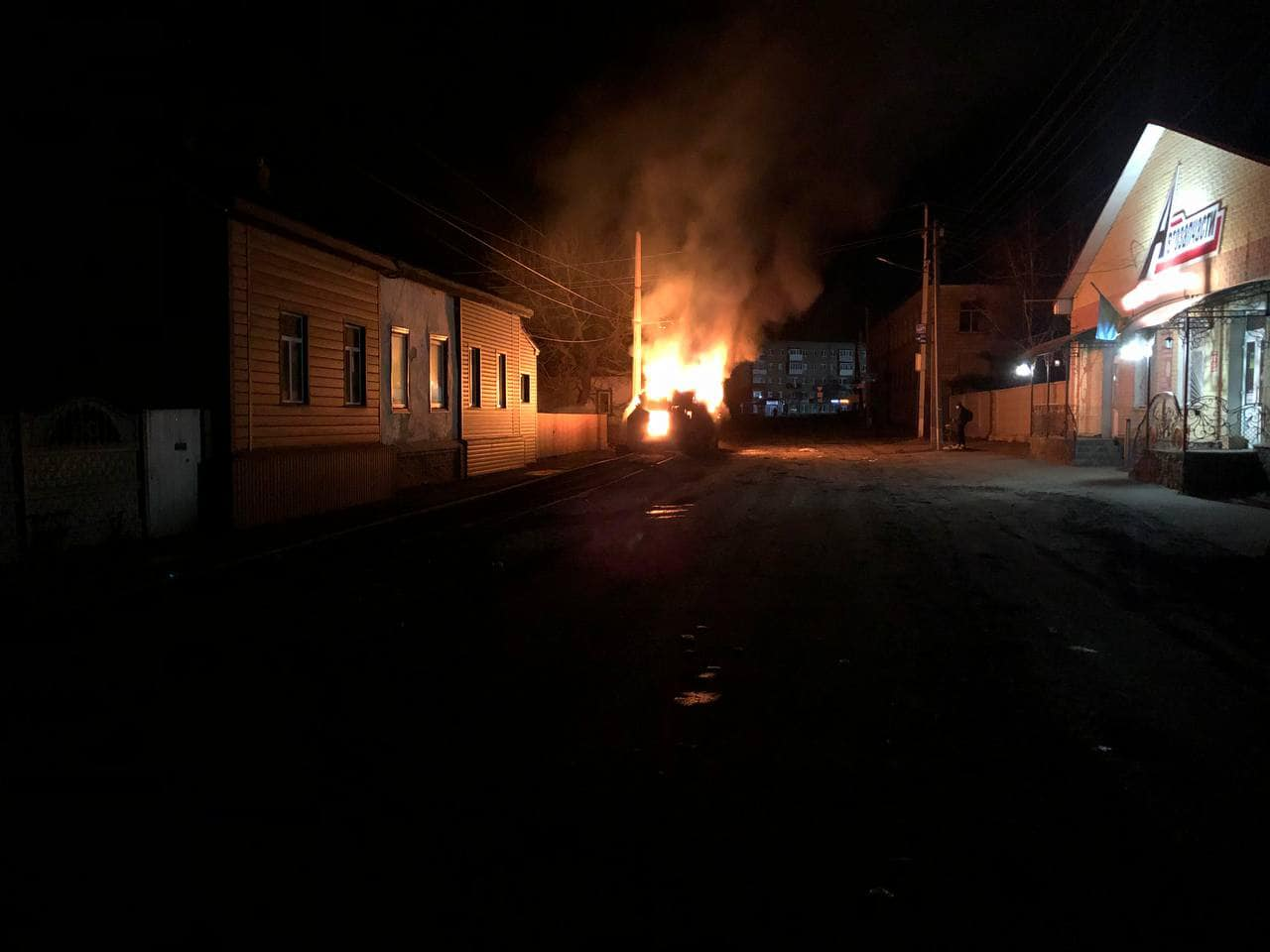
24/02/2022
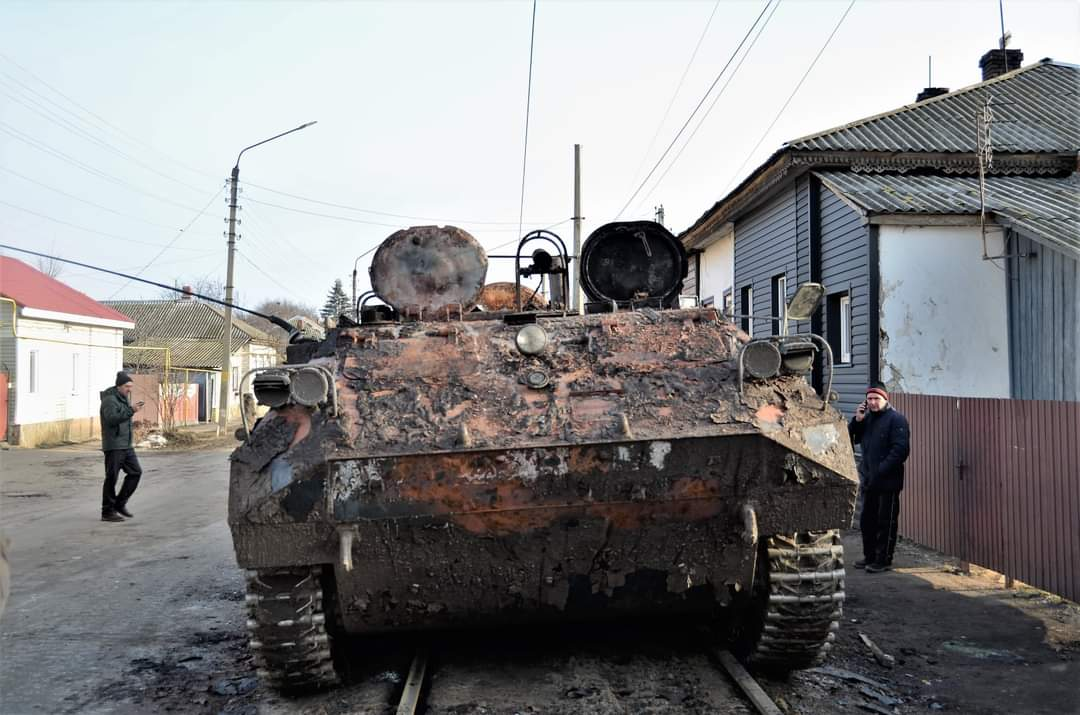
25/02/2022
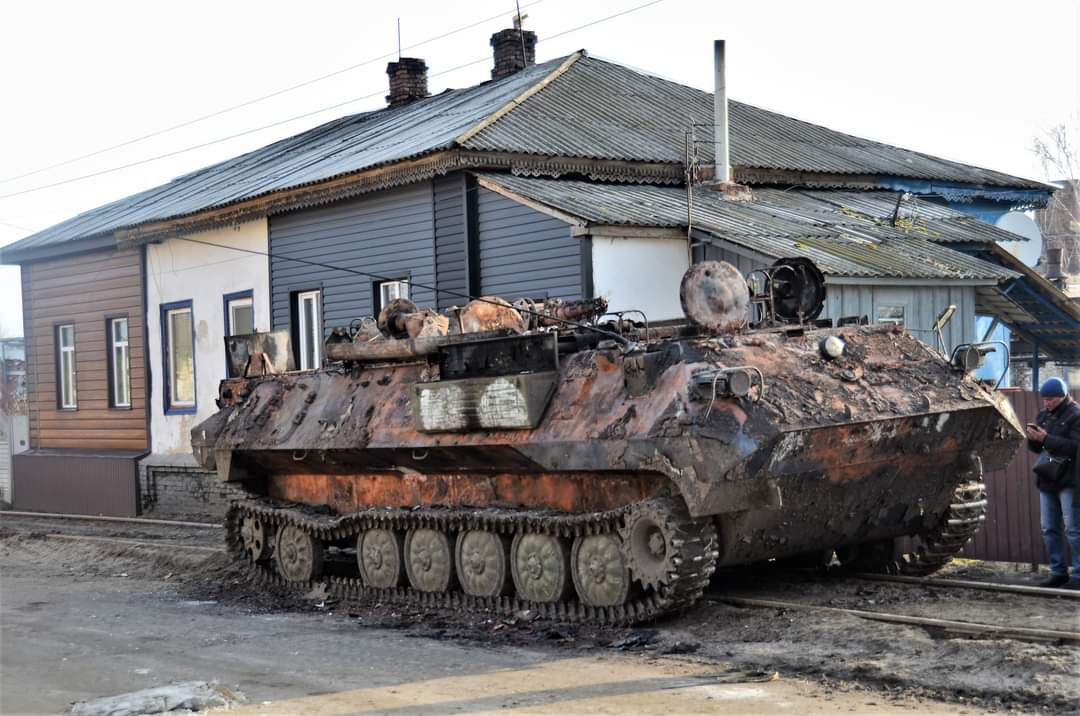
25/02/2022
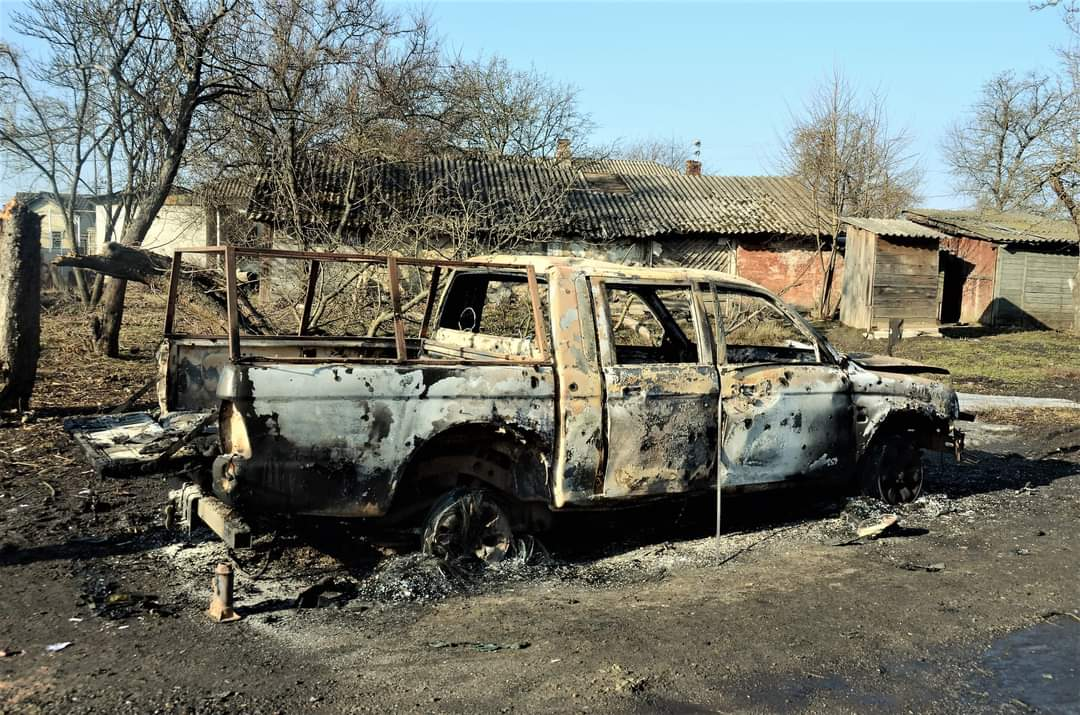
25/02/2022
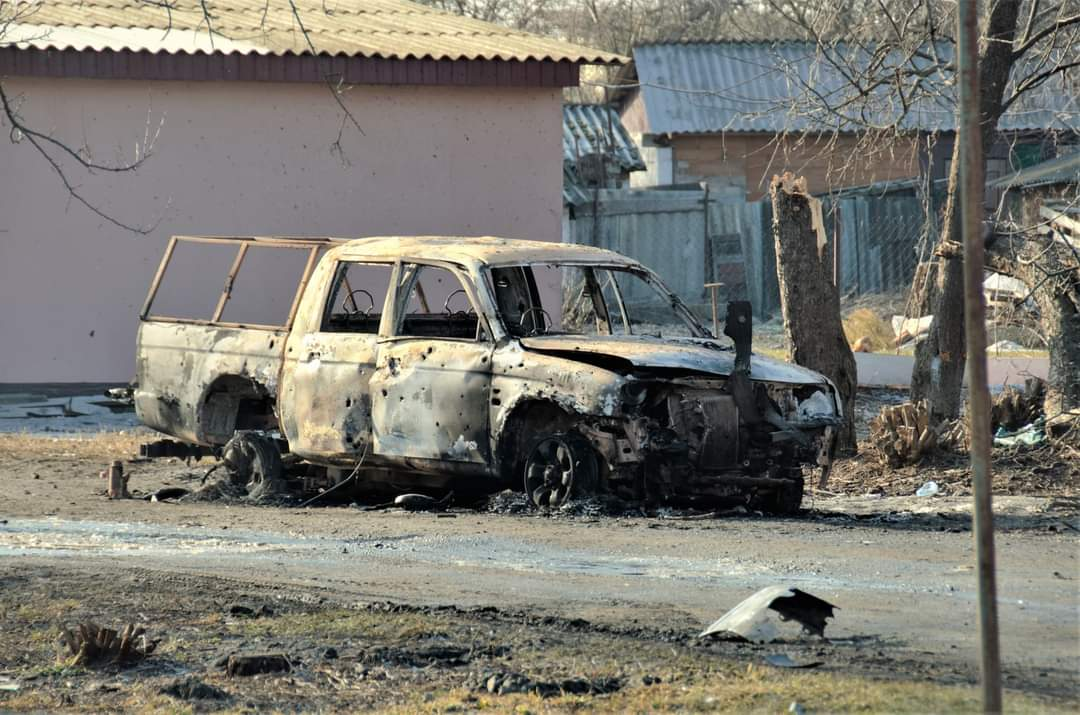
25/02/2022
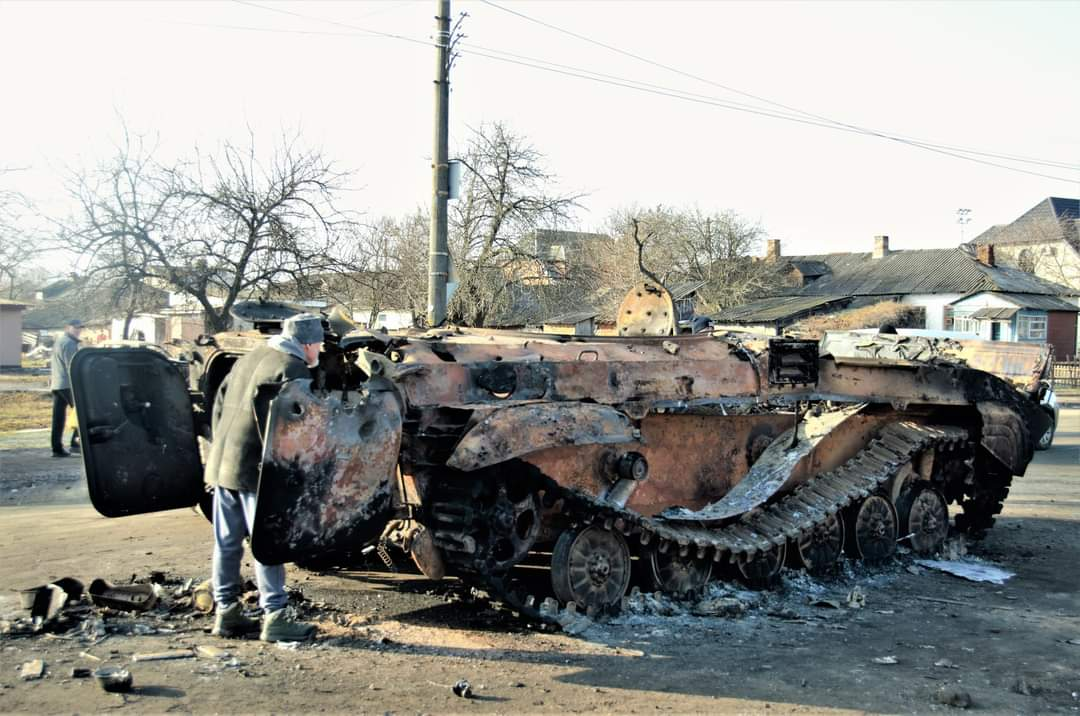
25/02/2022
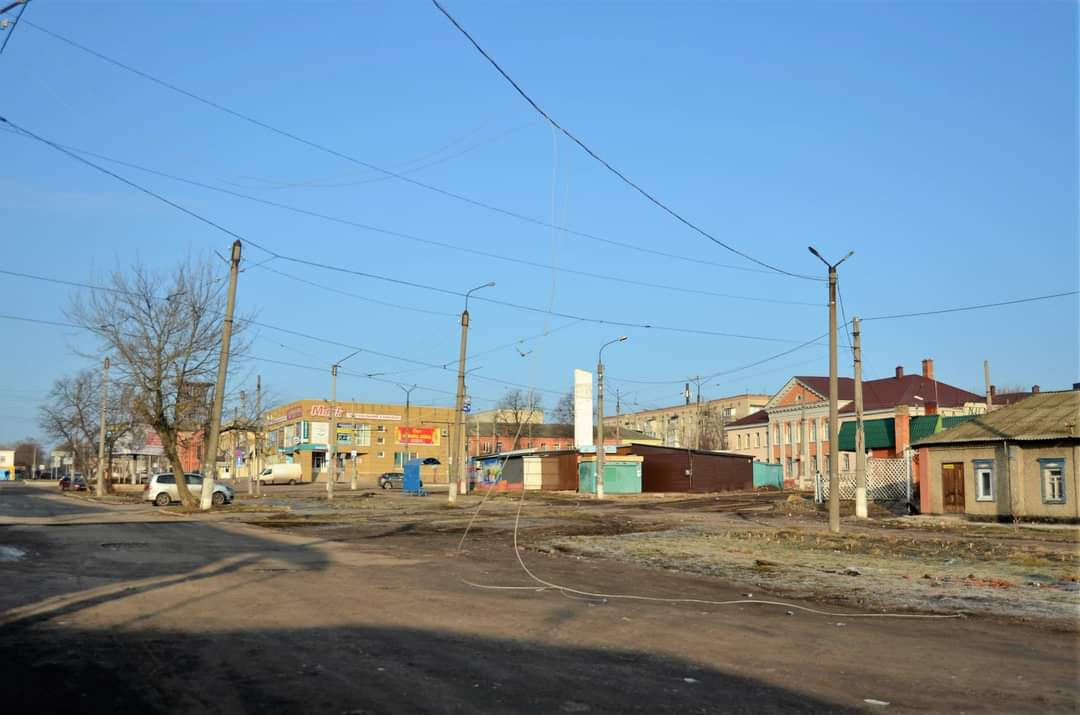
25/02/2022
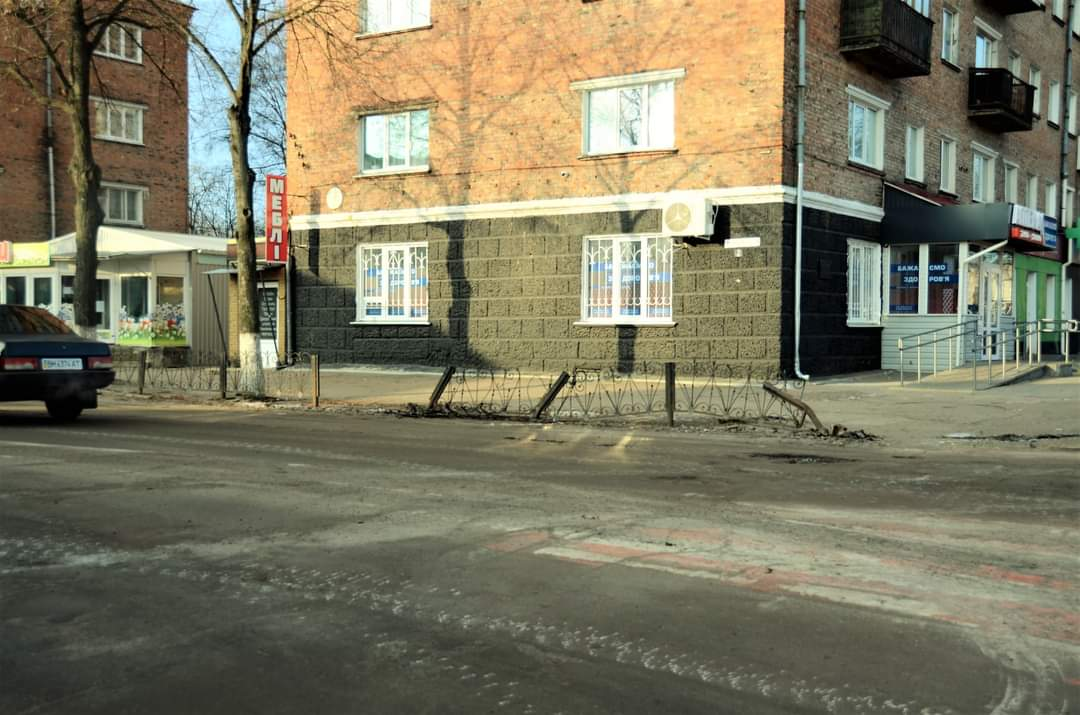
25/02/2022
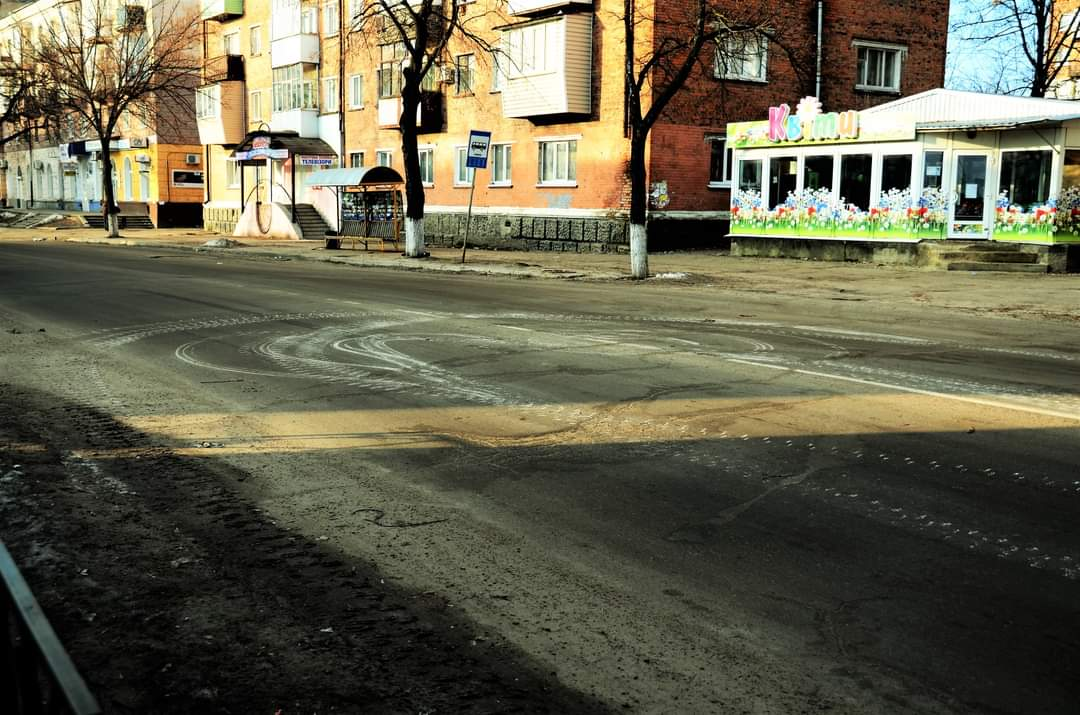
25/02/2022
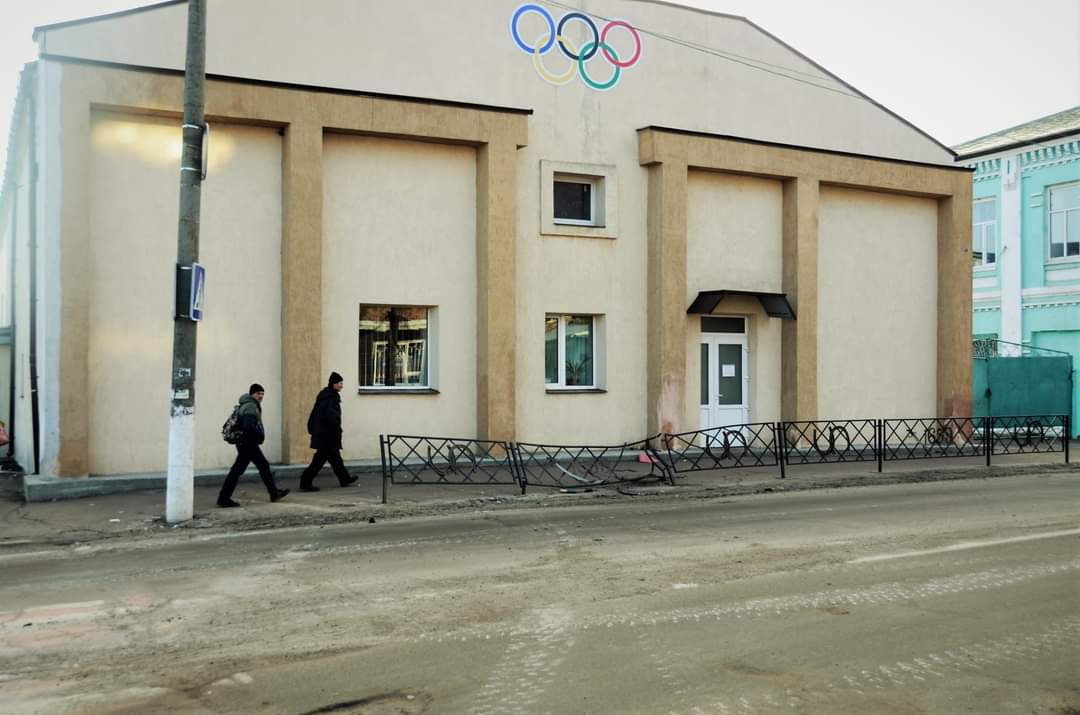
25/02/2022
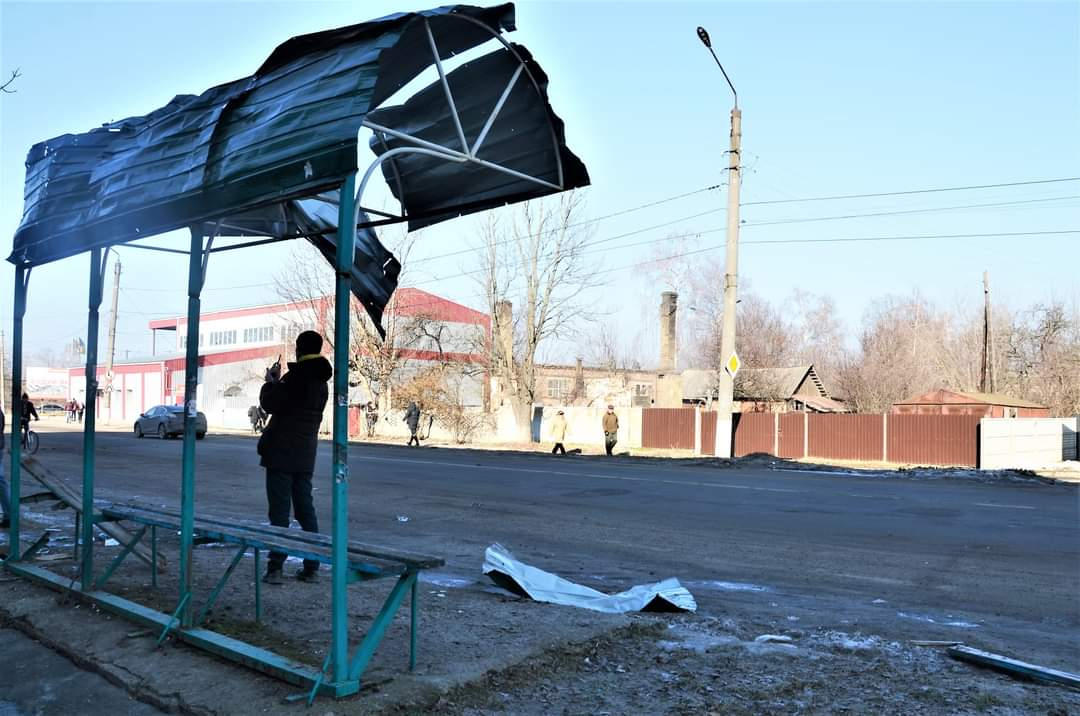
25/02/2022
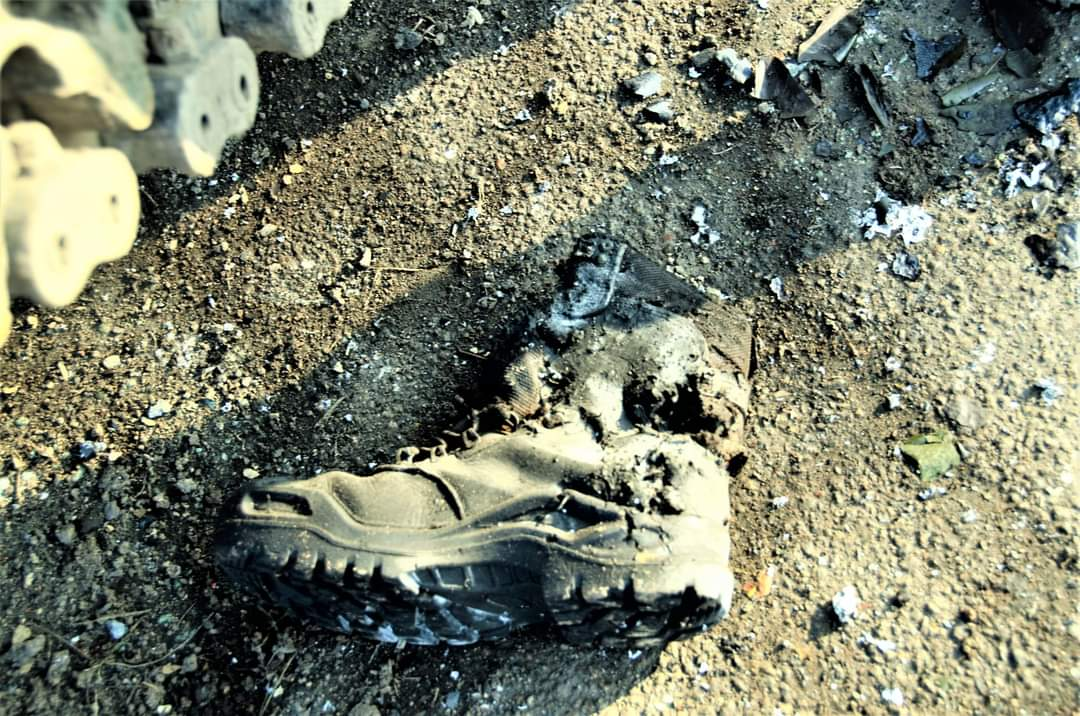
25/02/2022
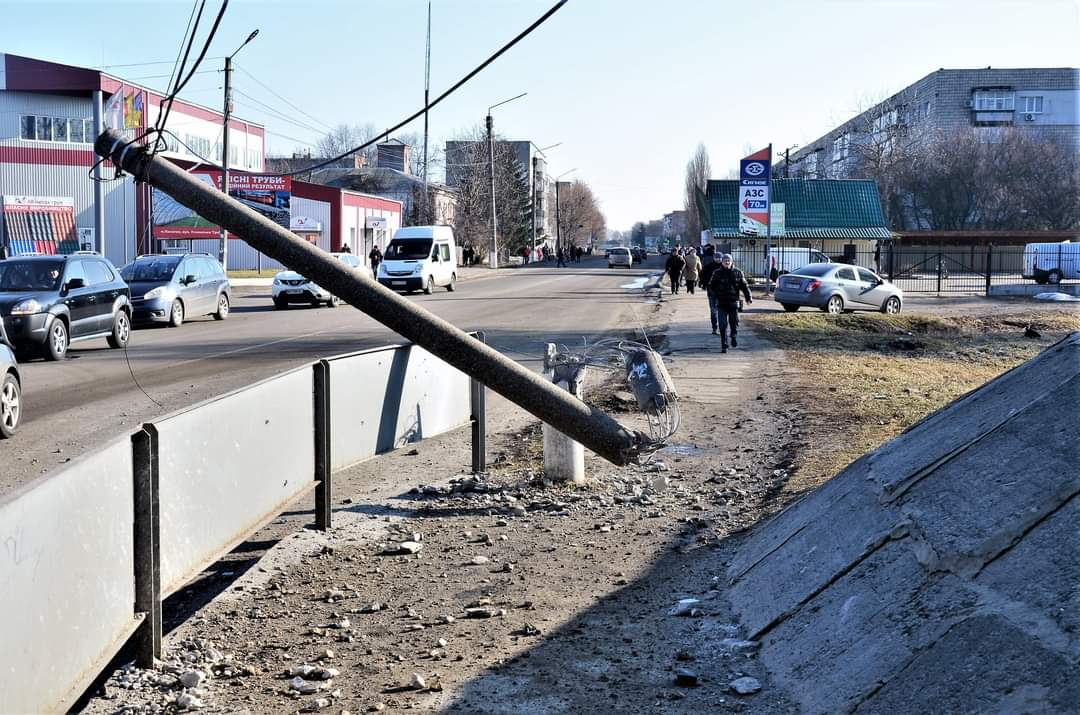
25/02/2022
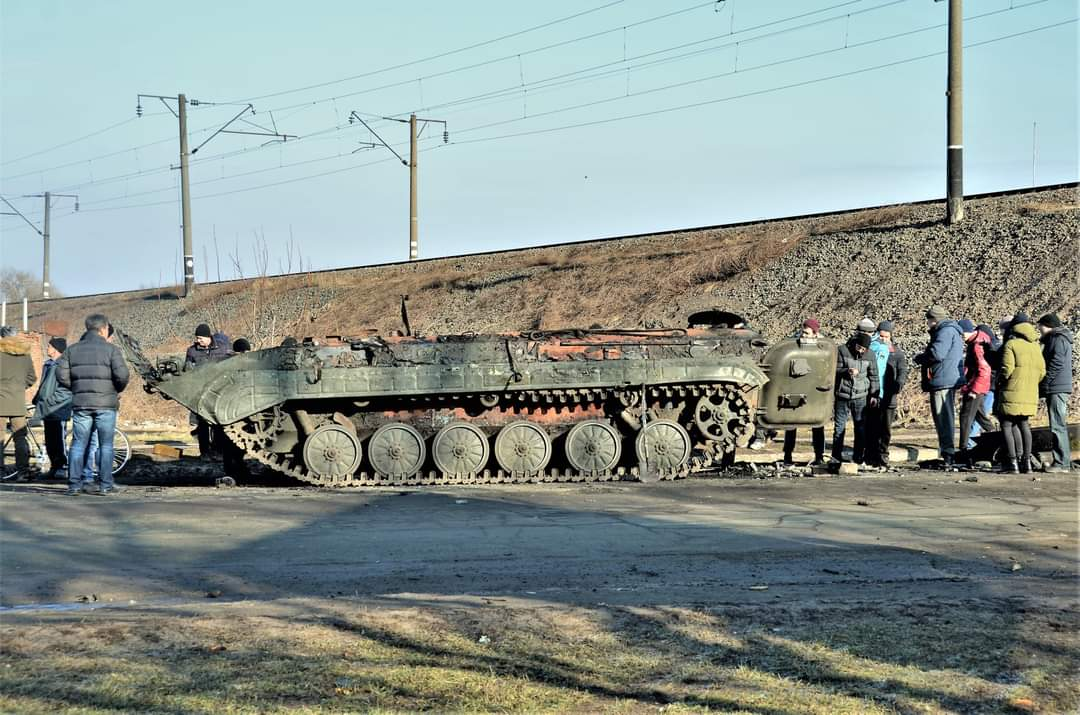
25/02/2022
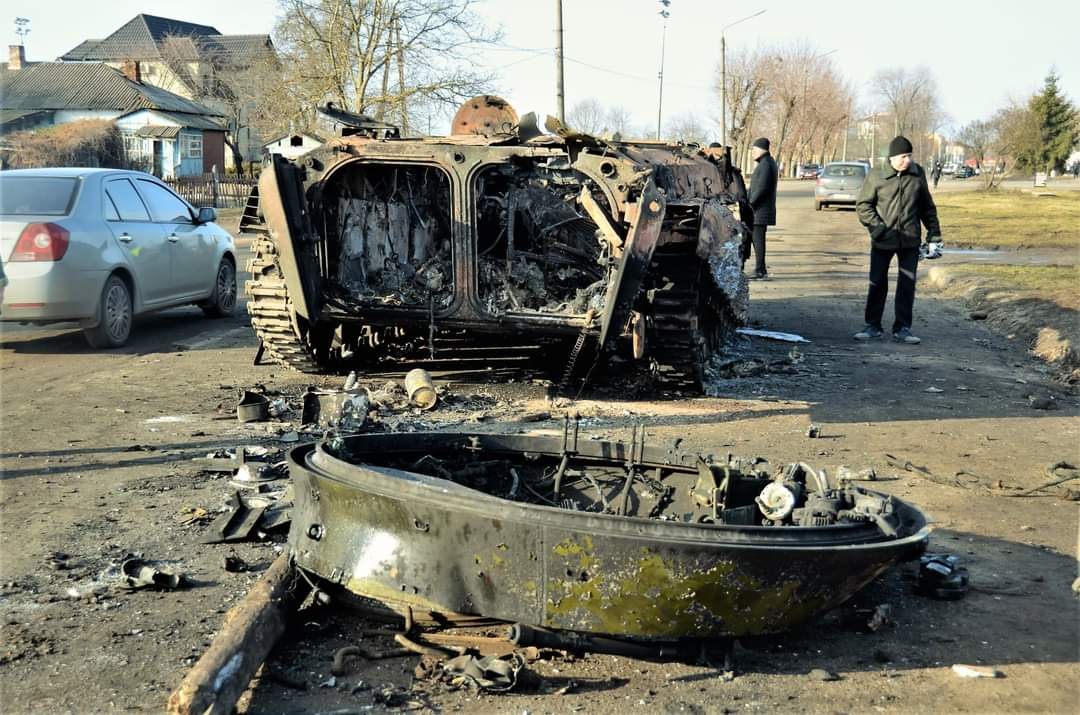
25/02/2022
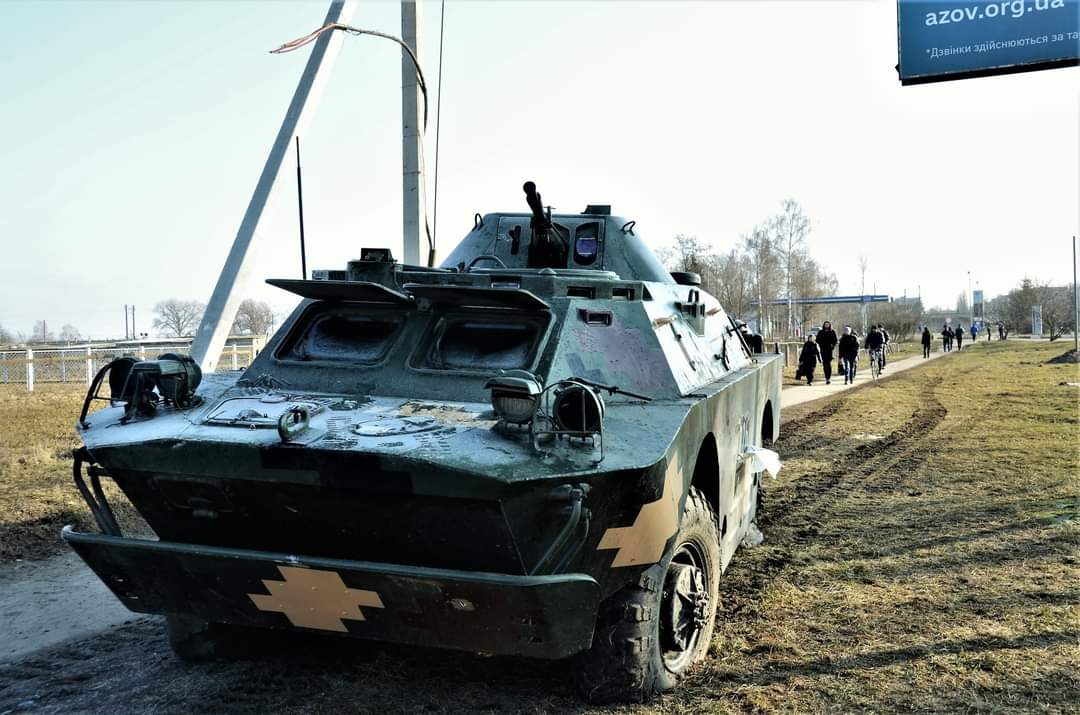
25/02/2022
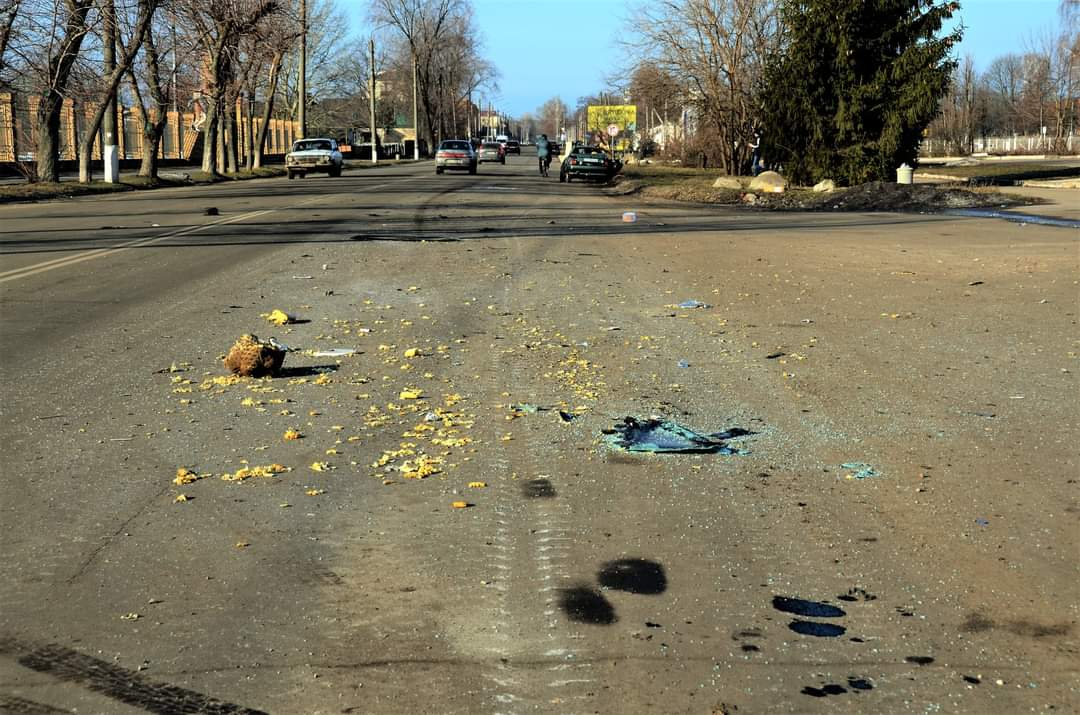
25/02/2022
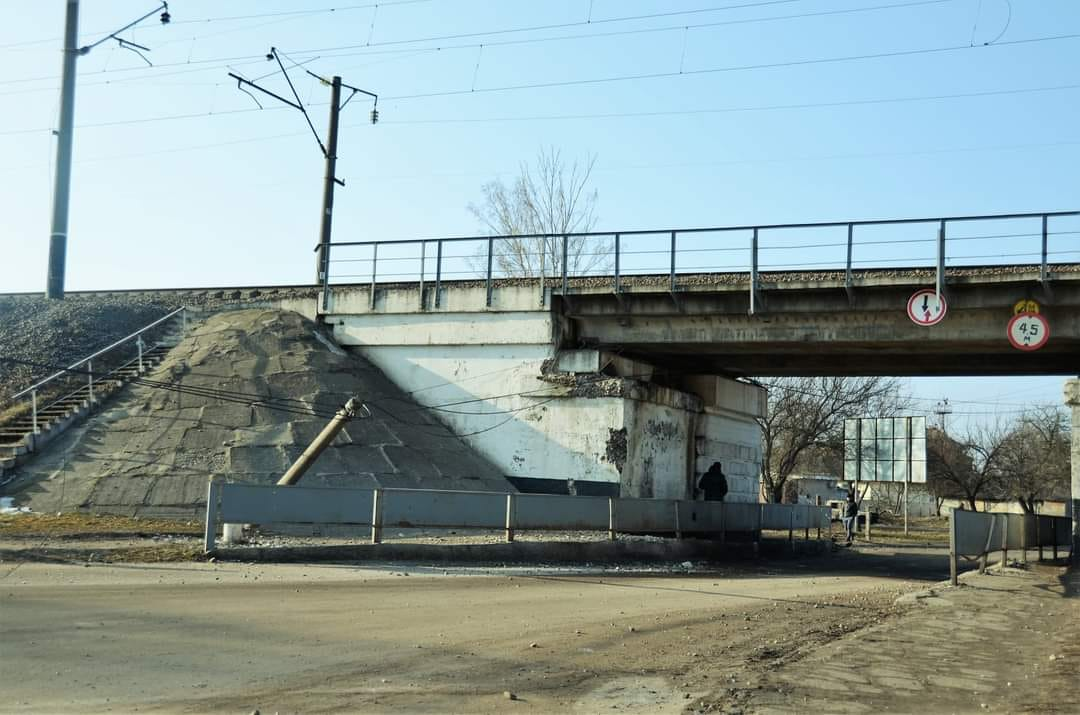
25/02/2022
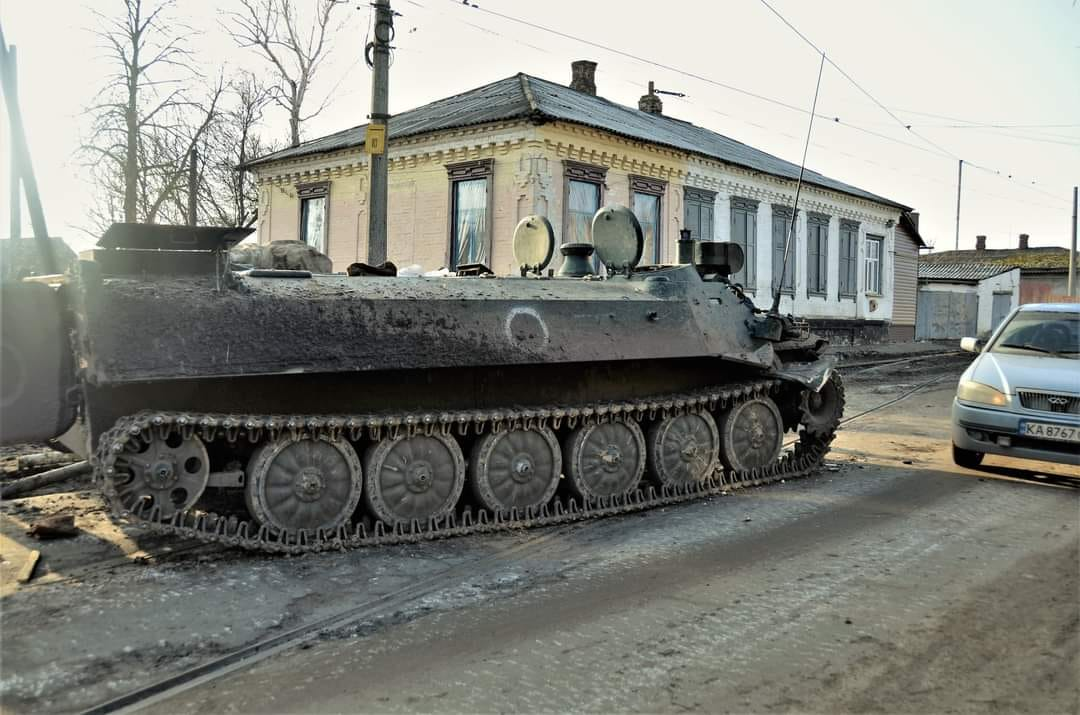
25/02/2022
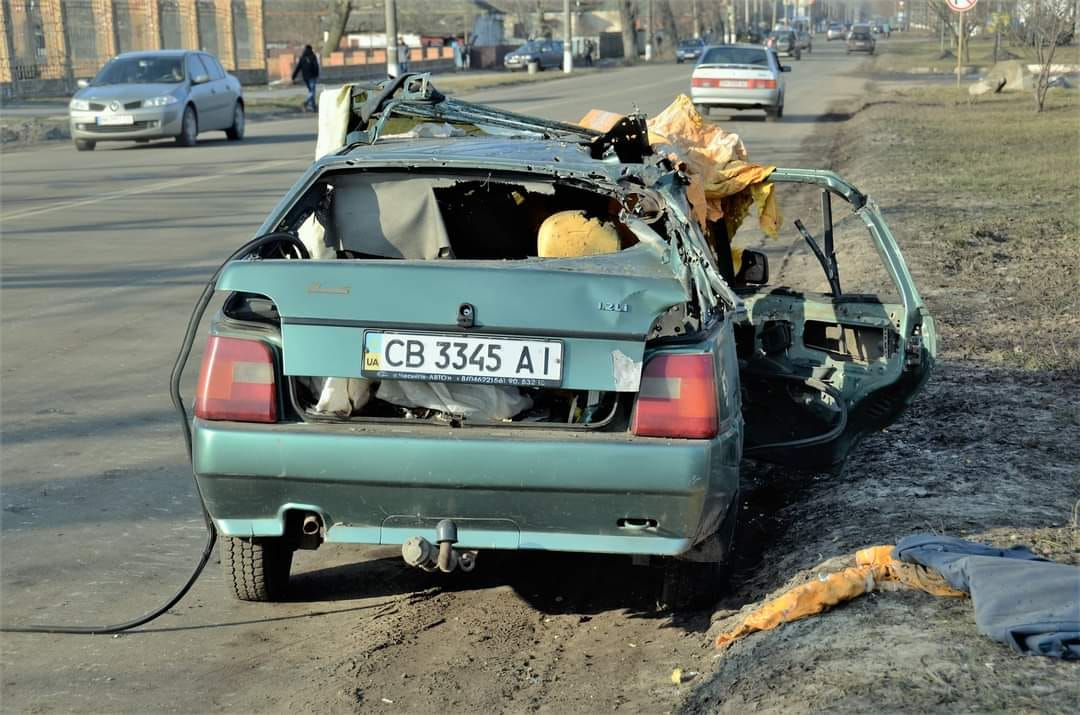
25/02/2022
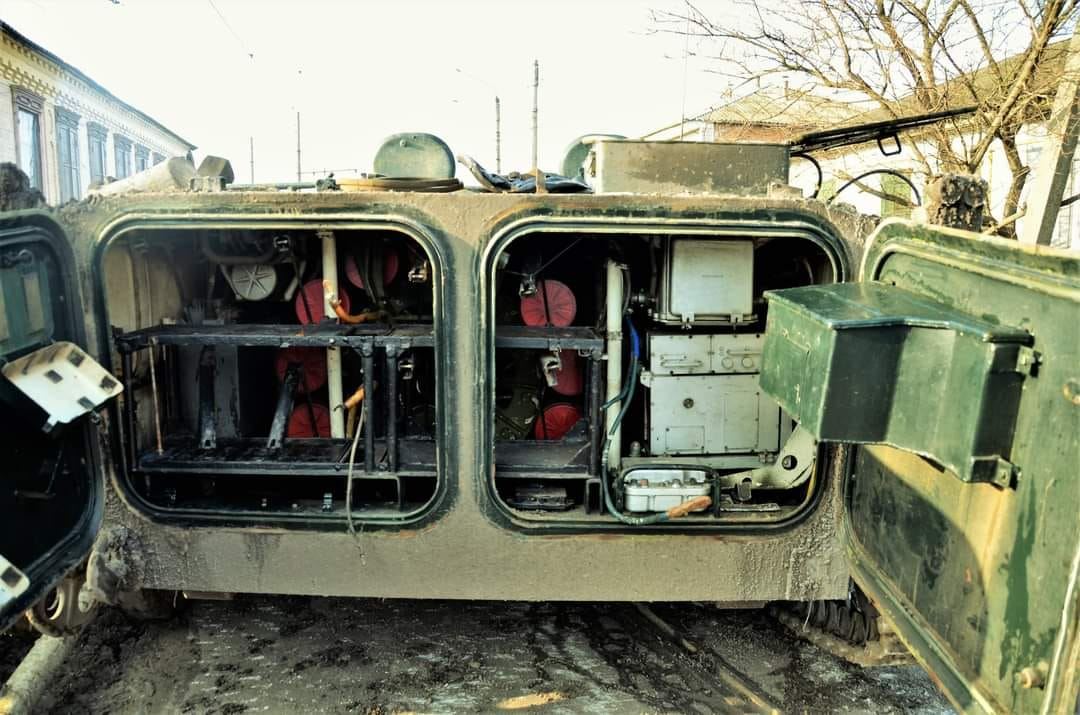
25/02/2022
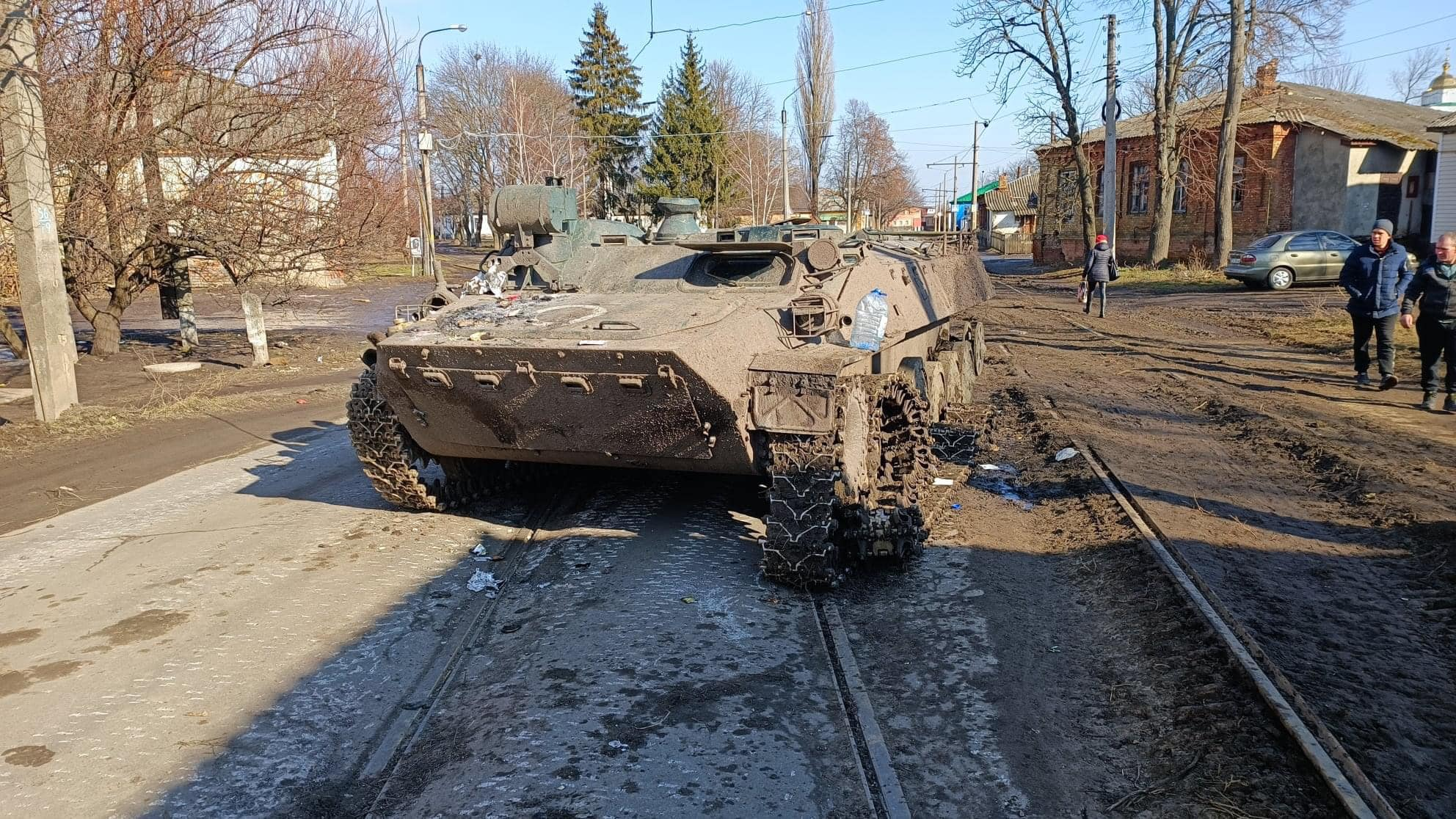
25/02/2022
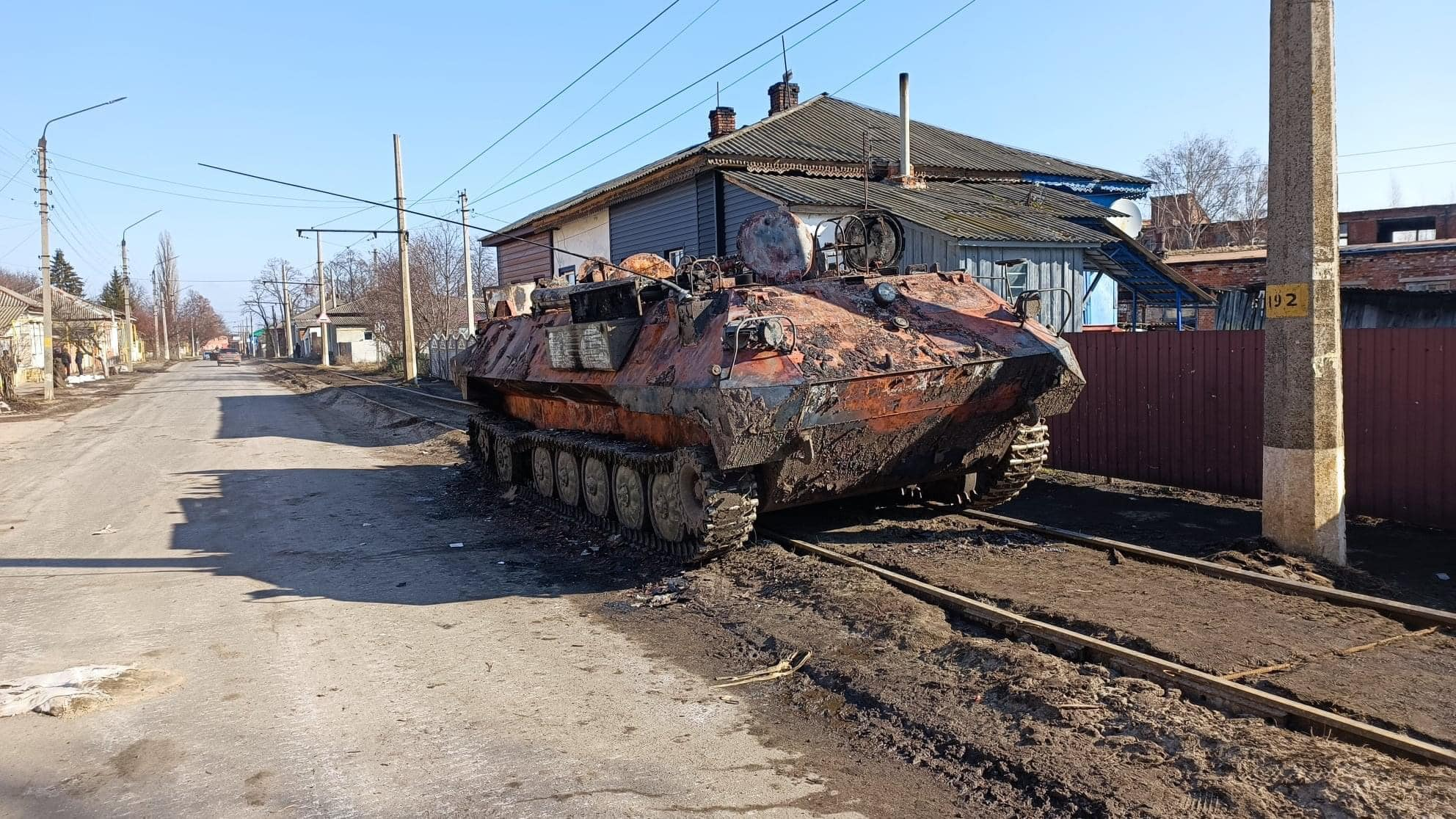
25/02/2022